# 杜勒斯州
都拉斯州，是阿爾巴尼亞北部地区的一个州份。面积为766平方公里，人口数量为292,029（2021年）。该州西邻亞得里亞海，北边为列澤州，东边为第巴爾州，南边为地拉那州。该州下分为3个市镇：都拉斯、克鲁亚和希亞克，这些市镇再下分为16个行政分区。